# Doce de oxicoco

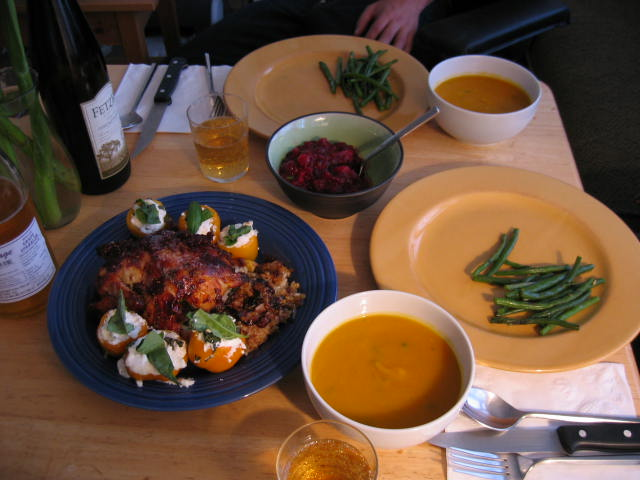

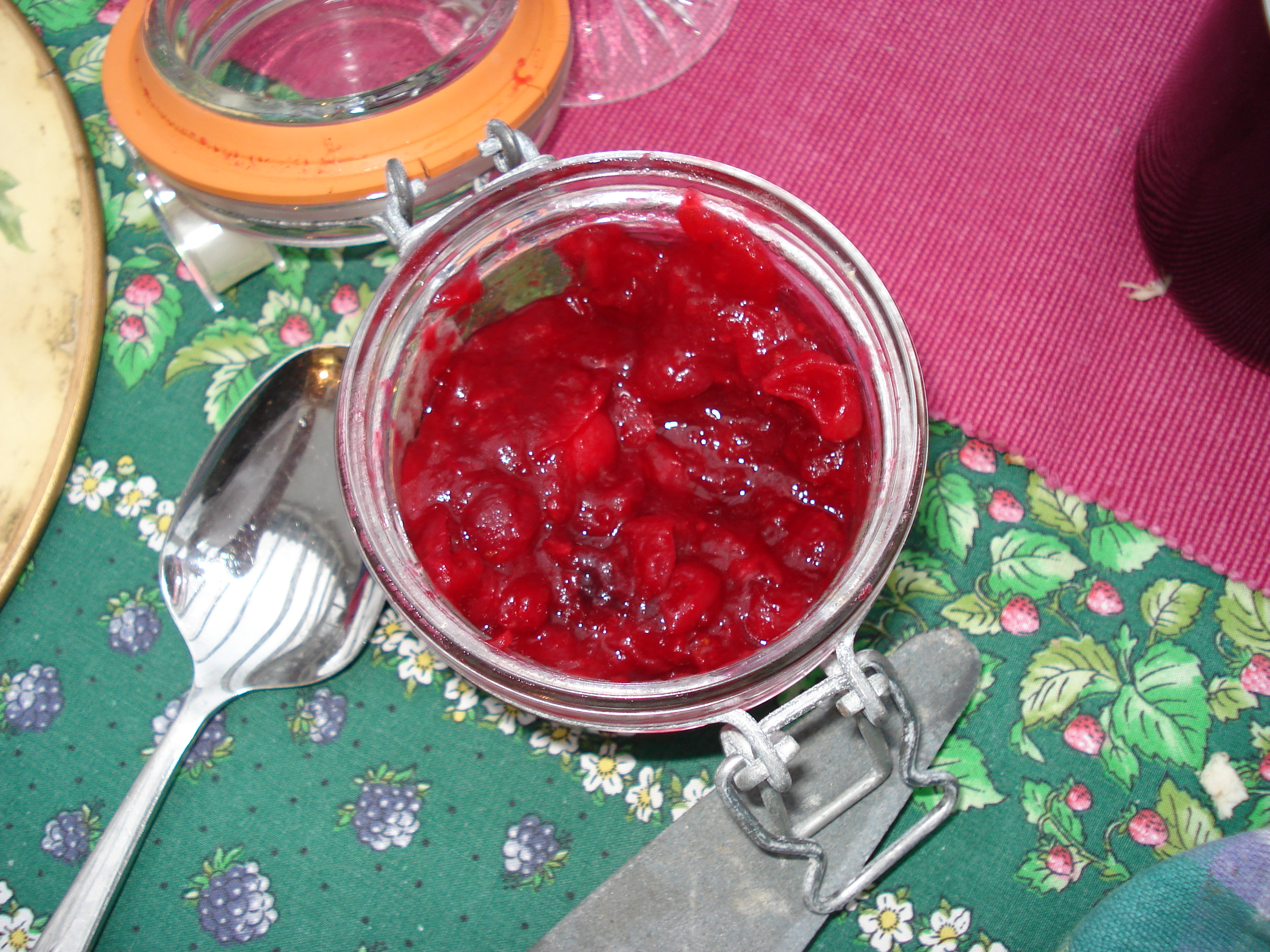

O doce de oxicoco é um molho ou calda feita com oxicocos; o oxicoco é um fruto também conhecido como arando, arando-vermelho, mirtilo-vermelho, airela ou uva-do-monte. Há diferenças no sabor, dependendo da localização geográfica de onde o doce é feito: na Europa geralmente é agridoce enquanto que na América do Norte (cranberry) é adocicado, algumas vezes contendo canela.
A receita de doce de oxicoco mais básica consiste apenas em oxicocos fervidos com açúcar e água, até que a casca dos frutos se rompa e a mistura ganhe consistência; algumas receitas incluem outros ingredientes como suco ou raspas da casca de laranjas e aromaizadas com canela.
O doce de oxicoco é frequentemente consumido como acompanhamento do peru na ceia de Natal ou dia de ação de graças nos Estados Unidos da América; raramente é servido em outras ocasiões.
Apesar de ser chamado também de molho de oxicoco, geralmente é consumido como um acompanhamento e não como molho propriamente dito, colocado sobre um outro prato.
O doce de oxicoco disponível comercialmente pode se encontrar condensado ou gelificado, e portanto adquirir a forma cilíndrica da lata que o contém; amiúde, também em forma mais líquida ou não condensada.
Algumas marcas de doce de oxicoco podem não ser apropriadas para vegetarianos radicais por conterem gelatina, uma proteína de origem animal.